# Monte Tininnertuup

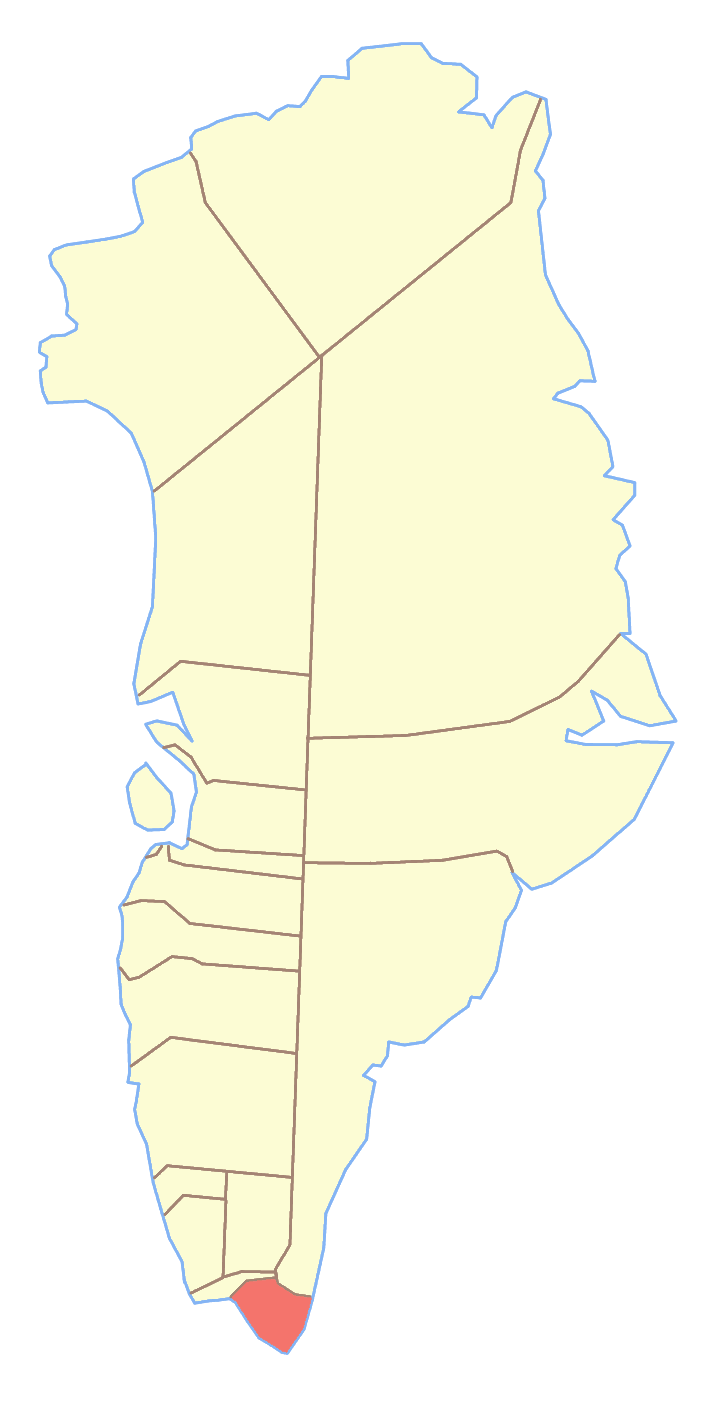
Ex comune di Nanortalik, dove si trovava il Monte Tininnertuup

Il monte Tininnertuup (groenlandese: Tininnertuup Qaqqaat) è una montagna della Groenlandia di 1720 m. Si trova a 60°28'N 44°25'O; appartiene al comune di Kujalleq.